# 机床加工
机床加工指靠机床保证刀具与卡具的相对运动关系，同时用刀具（或者其他工具）加工安装在卡具上工件的过程。但是这一过程并不一定是切削加工 也可能是压力加工。比如在车床上进行滚花或者旋压。